# 长柄翅果
长柄翅果（学名：Burretiodendron longistipitatum）是锦葵科柄翅果属的植物，为中国的特有植物。分布于中国大陆的广西等地，目前尚未由人工引种栽培。